# 小行星24000
於1999年9月10日被L. Bernasconi在St. Michel sur Meurthe發現，臨時編號為1999 RB33。
Patrick Dufour是活躍的法國業餘天文學家，他發展出了許多有用的天文學程式和工具，並致力於成為为天文學目的工作的機器人材料的發明家。